# Schumi Mercédesz
Schumi Mercédesz (Budapest, 1986. február 7. –) labdarúgó, középpályás. Jelenleg az MTK Hungária FC labdarúgója.

## Pályafutása

### Klubcsapatban
Az Íris SC csapatában kezdte a labdarúgást. Először 2001-ben igazolt az MTK-hoz, ahol három idényen át játszott. A következő három szezonban évenként klubot cserélt. Először a László Kórház, majd az Angyalföldi SI, végül az Íris SC labdarúgója volt. 2007-ben visszatért az MTK csapatához, ahol eddig egy-egy bajnoki címet, ezüst-, bronzérmet és magyar kupa-győzelmet szerzett a csapattal.

## Sikerei, díjai
- Magyar bajnokság
  - bajnok: 2009–10, 2010–11
  - 2.: 2008–09
  - 3.: 2007–08
- Magyar kupa
  - győztes: 2010
  - döntős: 2008
- NB II
  - bajnok: 2001–02